# 爱沙尼亚左翼联盟
爱沙尼亚左翼联盟是爱沙尼亚的一个左翼政党。该党成立于2008年6月28日，由爱沙尼亚左翼党和宪法党合并而成，当时取名为爱沙尼亚联合左翼党。2025年6月，改用现名。